# 연미당
연미당(延薇堂, 1908년 7월 15일 ~ 1981년 1월 1일) 또는 연충효는 일제강점기의 독립운동가이다.

## 유년기
1908년 7월 15일 북간도 용정해관에서 태어난 그는 1919년 아버지 연병환이 북간도에 해당하는 지린성 룽장에서 3월 13일의 만세 운동을 지원하다가 일제 경찰에 의해 2개월 동안 체포된 일이 있었던 뒤 아버지와 함께 1920년 상하이로 망명하였다. 당시 일본 영사관은 항일 운동의 확산을 막기 위해 중국을 압박했고 중국은 경찰을 동원해 시위대를 공격했다. 이 날 중국군의 발포로 17명이 사망했고 중국 세관은 당시 아버지 연병환이 일하던 용정 해관에서 톈진 세관으로 전근 명령을 내렸다. 1919년 6월 18일 송별회에 참가하기 위해 집을 비운 사이 급습한 일본 영사관의 경찰들은 연병환에게 아편이 발견되었다고 조작하여 체포하였으나 귀화 중국인 신분이었던 그는 2개월 동안 구금되고 풀려나게 된다. 10월 상하이의 세관으로 전근되면서 연미당을 비롯한 가족들은 상하이로 이사하게 되었다.
상하이로 망명한 이후에는 상하이의 인성학교와 진강의 진강여자중학교를 다녔으며 1926년 아버지가 진강에서 사망한 이후 상하이에 정착했다.

## 생애
이후 1927년 3월 20일 프랑스 조계 공무국에서 근무하던 공무원이자 독립운동가인 엄항섭과 결혼했고, 이듬해인 1928년 1월 21일 딸 엄기선을 낳았다. 후에 엄기선은 임시정부에 참여해 이후 건국훈장이 수여되었다. 연미당은 같은 해 11월 상하이에서 조직된 중국본부한인청년동맹과 1930년 8월 결성된 상해한인여자청년동맹에서의 임시위원을 통해 여성들의 독립운동 참여와 역량 확보를 위해 활동했다. 또한 대한민국 임시정부 임시의정원 의원과 한국독립당 당원으로 활동했다.
1932년 4월 29일 있었던 훙커우 공원 사건에서 윤봉길의 자결용 도시락 폭탄의 보자기를 만들었으며
일제의 추적을 피해 1936년 5월까지 장사를 향해 임시정부가 이동할 때 임시정부 요인들을 수행하였고 장사에서 열린 3당 통일회의에서 이운한의 저격을 받은 김구를 간호하기도 했다.
임시정부가 장사로 이동한 뒤부터 연미당은 아명인 연미당을 사용하기 시작했는데 이로 인해 본명보다 연미당이란 이름으로 알려졌다.
1938년 4월 15일에 열린 안창호의 추도식에 참석하여 이복영, 김정숙과 애도가를 부르기도 하였고
같은 해 10월 한국광복진선청년공작대에 참여하여 선전과 홍보에 참여했다.
1940년 9월 임시정부가 충칭으로 이동한 뒤에는 한국혁명여성창립동맹을 구성하고 한국애국부인회의 조직부장을 맡았다.
광복 이후인 1946년 7월 광복군 7지대와 함께 미군함을 타고 한국으로 귀국하였다. 이후에는 대외활동을 하지 않고 남편의 내조에 힘을 쏟았으나 남편이 납북된 이후의 경제적 어려움, 남편이 월북했다는 오해와 중풍으로 인해 고생하던 중 1981년 1월 1일 사망하였다.

## 같이 보기
- 연병환
- 엄항섭